# パスカル・ファンドゥーノ
パスカル・ファンドゥーノ（Pascal Feindouno, 1981年2月27日 - ）は、ギニア・コナクリ出身のサッカー選手。元ギニア代表である。ポジションはミッドフィールダー。フェインドゥーノとも表記する事がある。

## 経歴
母国のクラブから1998年にFCジロンダン・ボルドーに加入し、フランスU-18選手権で優勝。1998-99シーズンは3試合にしか出場していないがリーグ・アン優勝を経験した。
2001-02シーズンにはFCロリアンにローン移籍し、クープ・ドゥ・ラ・リーグで準優勝、クープ・ドゥ・フランスでは優勝した。

## 代表歴
2001年にギニア代表デビューを果たすと、2004、2006、2008、2012のアフリカネイションズカップに出場している。また背番号は"2"を着用している。

## タイトル

### クラブ
ボルドー
- リーグ・アン : 1998-99

ロリアン
- クープ・ドゥ・フランス : 2001-02